# 早田氏爵床
早田氏爵床（学名：Rostellularia procumbens var. ciliata）为爵床科爵床属下的一个变种。

## 扩展阅读
- 維基物種上的相關：早田氏爵床